# Timmaspe
Timmaspe er en kommune og en by i det nordlige Tyskland, beliggende i Amt Nortorfer Land i den sydøstlige del af Kreis Rendsborg-Egernførde. Kreis Rendsborg-Egernførde ligger i den centrale del af delstaten Slesvig-Holsten.

## Geografi
Timmaspe ligger omkring 8 km nordvest for Neumünster og 4 km sydøst for Nortorf vest for Bundesautobahn 7 og ved den tidligere Bundesstraße 205 mod Rendsborg.